# Lingchuan, Fujian
Lingchuan (kinesiska: 灵川) är en köping i sydöstra Kina. Den ligger i stadsdistriktet Chengxiang i staden Putian i provinsen Fujian, omkring 93 kilometer söder om provinshuvudstaden Fuzhou. Antalet invånare är 44 193. Befolkningen består av 22 948 kvinnor och 21 245 män. Barn under 15 år utgör 21,0 %, vuxna 15-64 år 68 %, och äldre över 65 år 9,0 %.